# Lean management

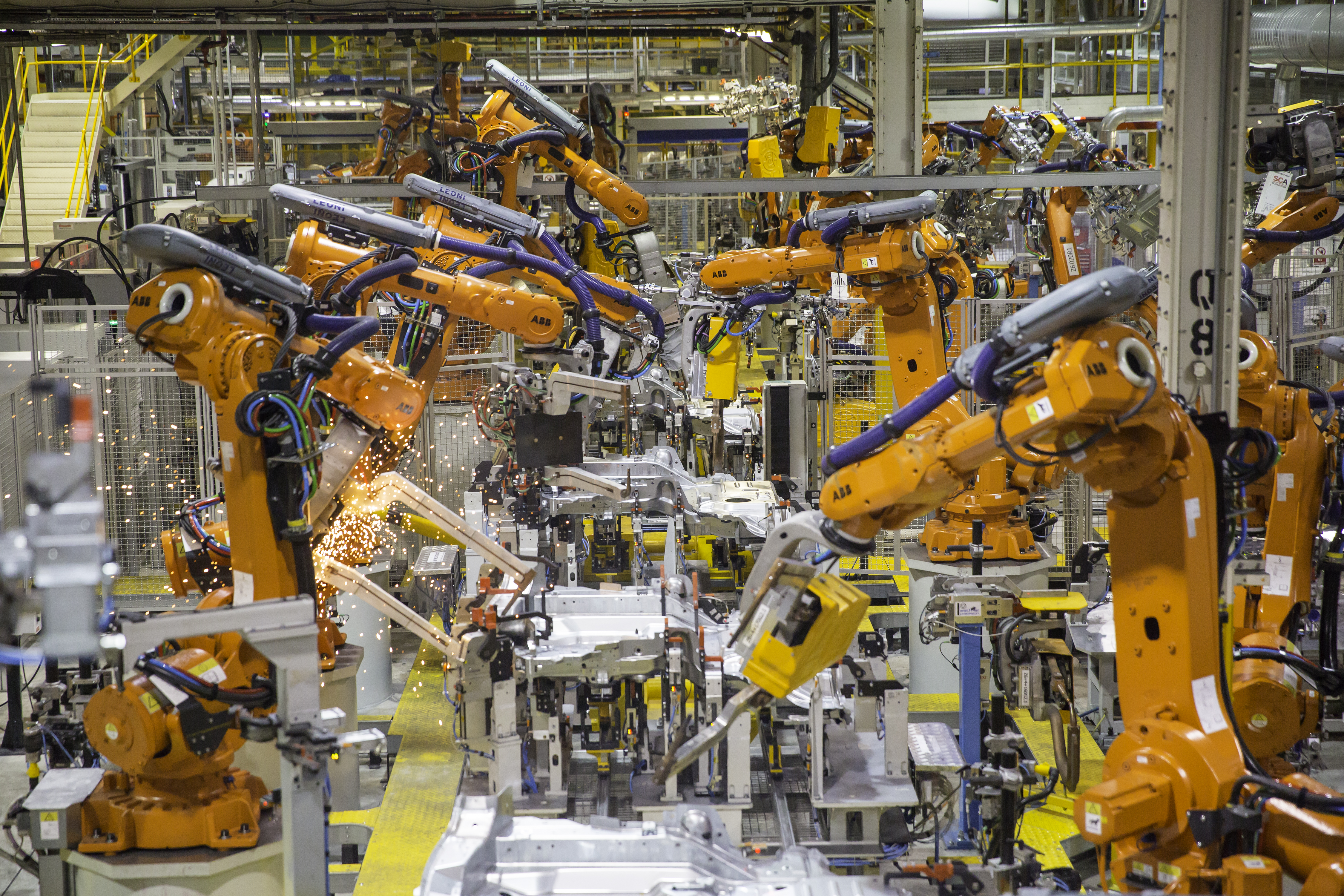
W lean management jest stosowanych szereg narzędzi i technik. Celem TPM jest zapewnienie maksymalnej dostępności maszyn i urządzeń

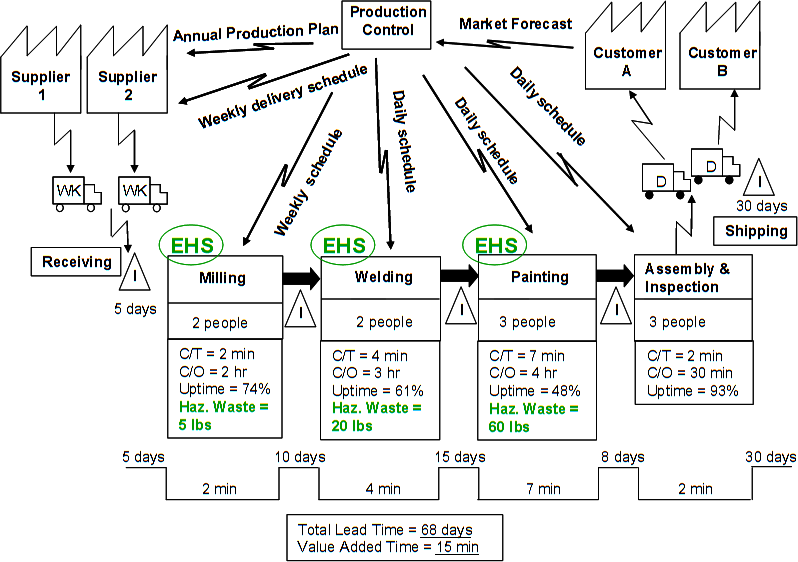
Value Stream Mapping (VSM) – narzędzie, od którego często zaczyna się wdrożenie lean management

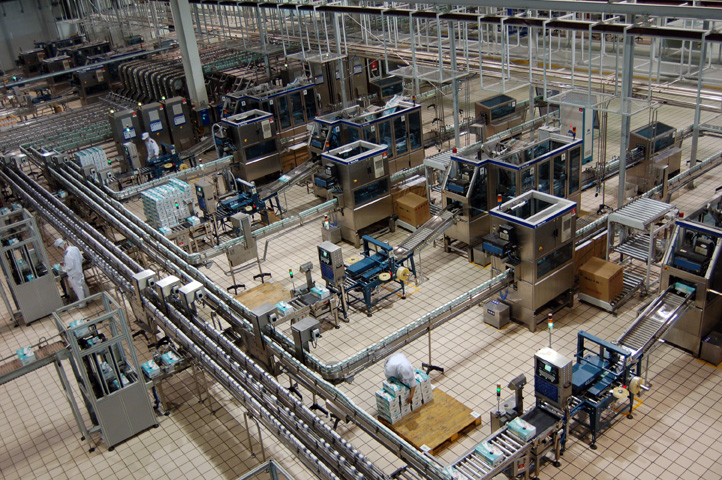
Celem SMED jest maksymalne skrócenie czasu przezbrojeń maszyn

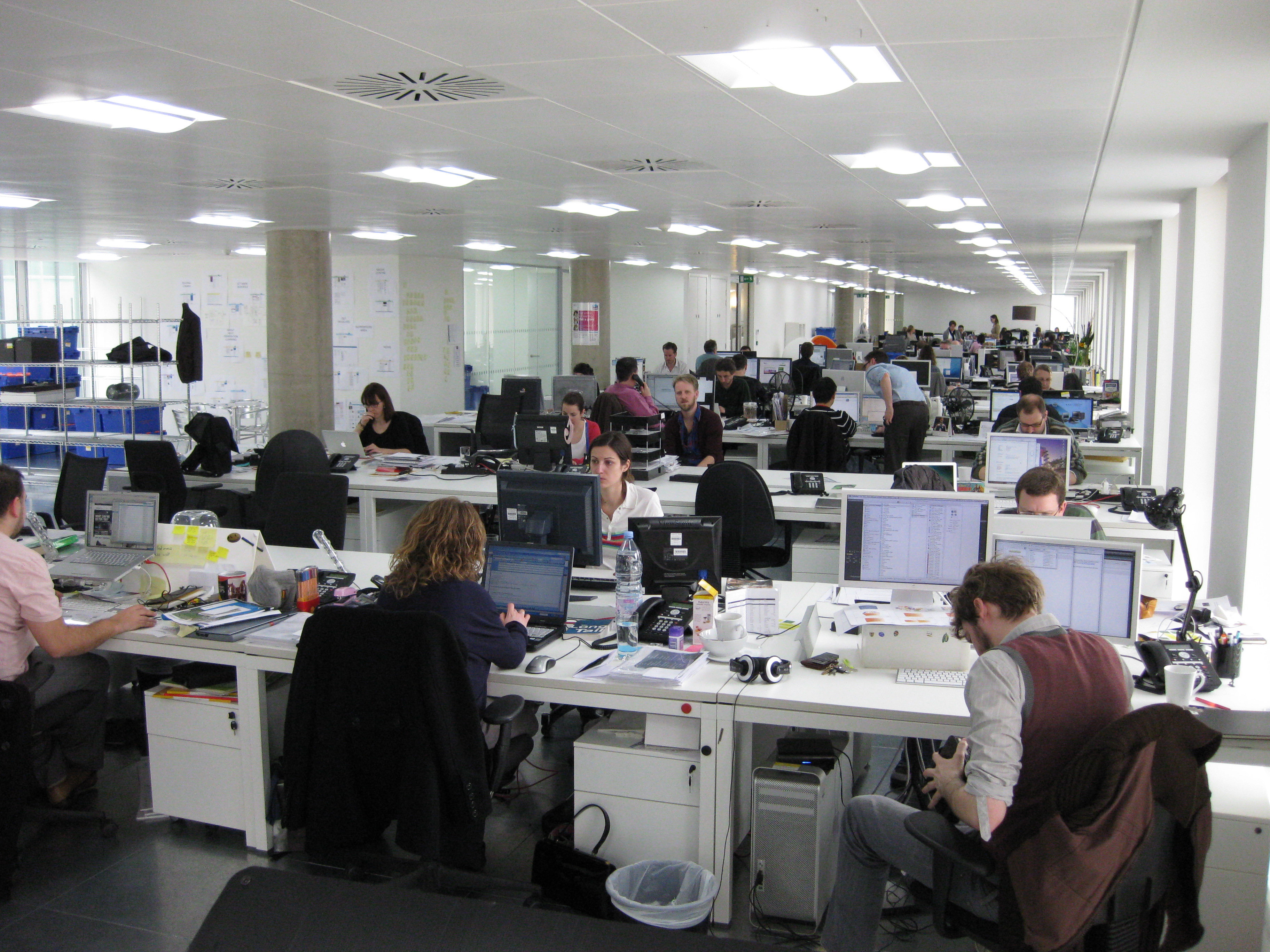
Po ukazaniu się w 1996 książki Lean Thinking lean zaczął zyskiwać popularność w sektorach usługowych

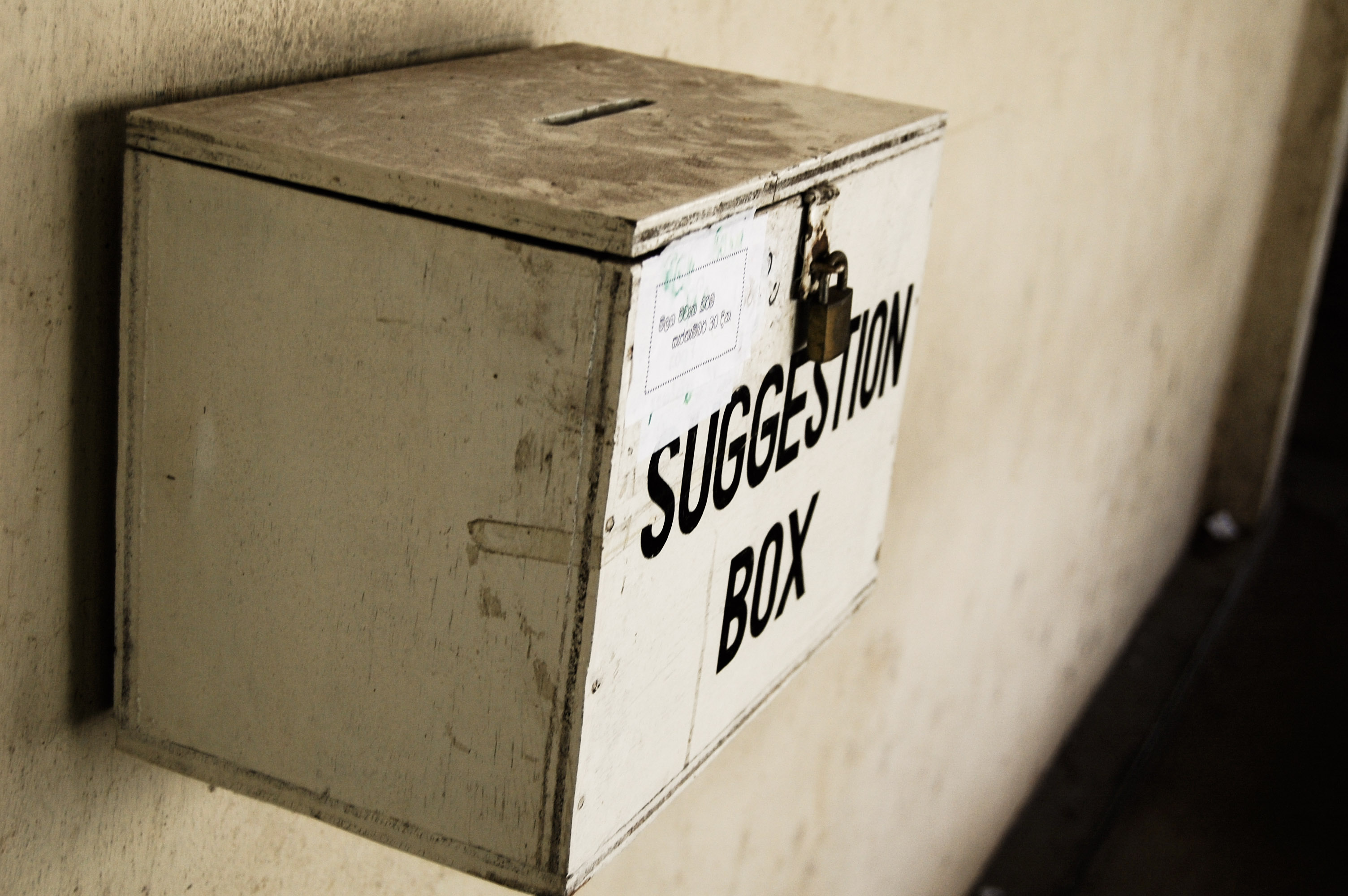
Programy sugestii pracowniczych są jednym z najstarszych narzędzi stosowanych w koncepcji lean

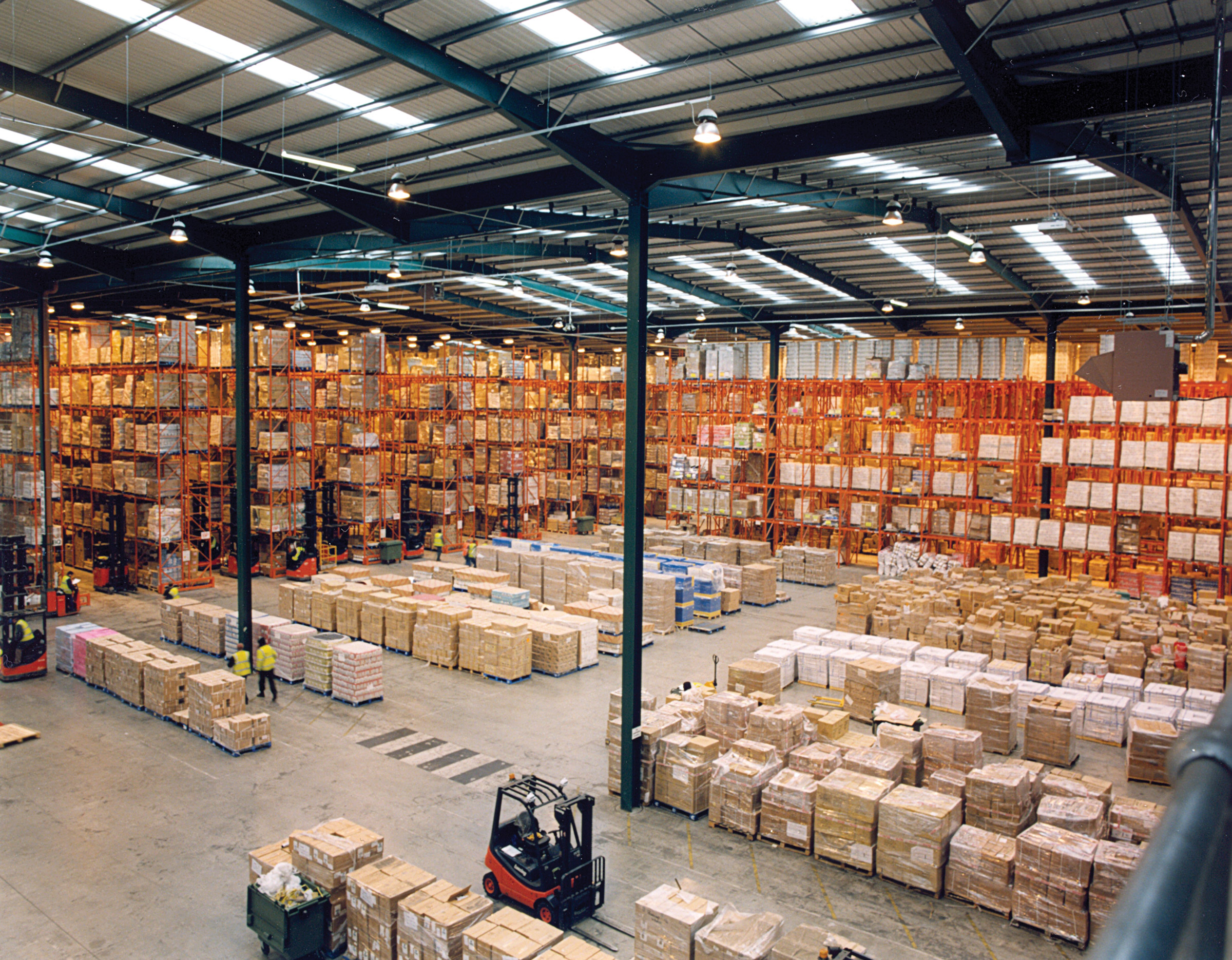
Narzędzia lean są szeroko wykorzystywane m.in. przy optymalizowaniu logistyki wewnętrznej

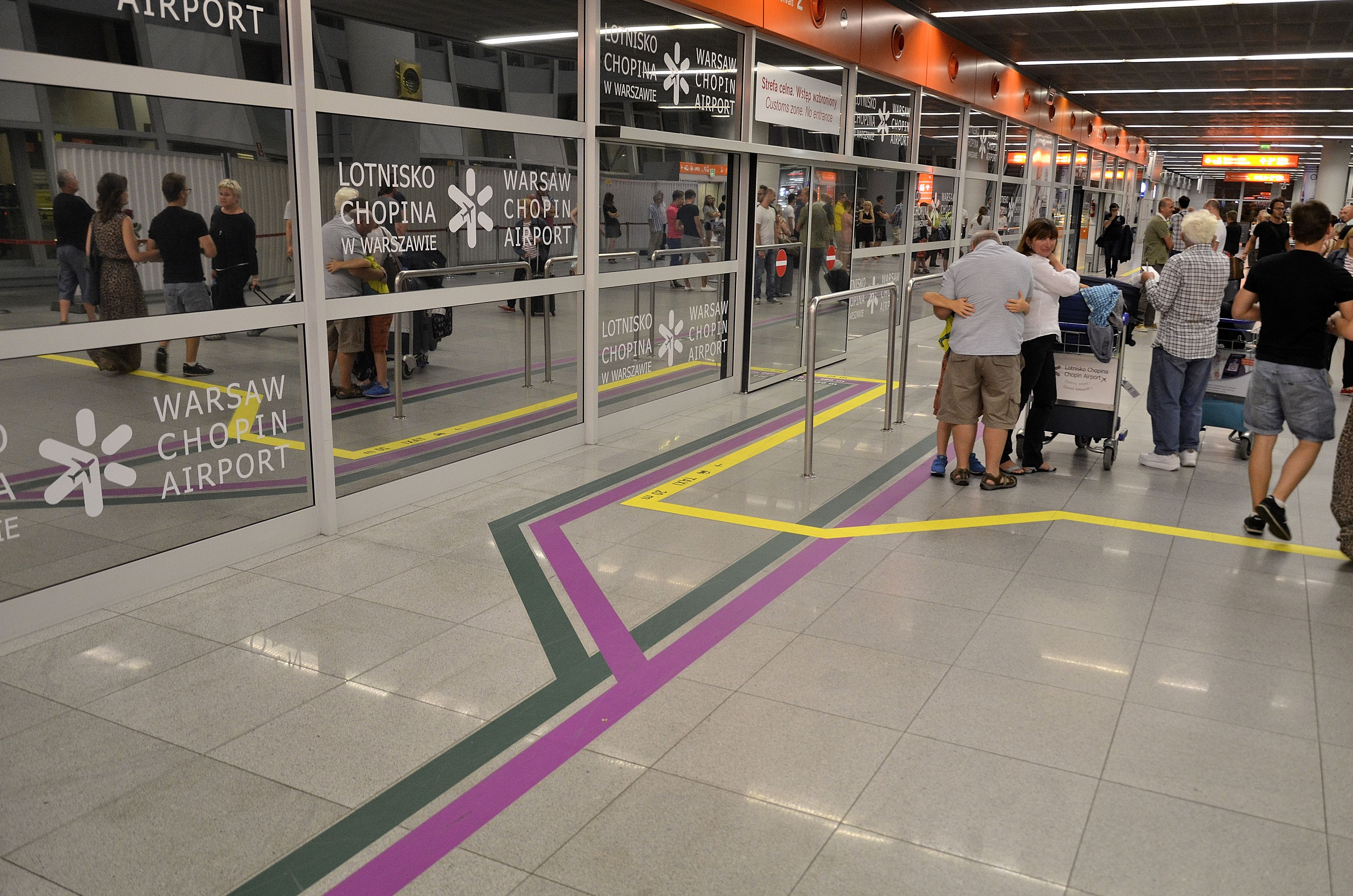
Przykład zarządzania wizualnego – kolorowe linie kierujące podróżnych do stacji kolejowej Warszawa Lotnisko Chopina, przystanków autobusowych i postojów taksówek na Lotnisku Chopina w Warszawie

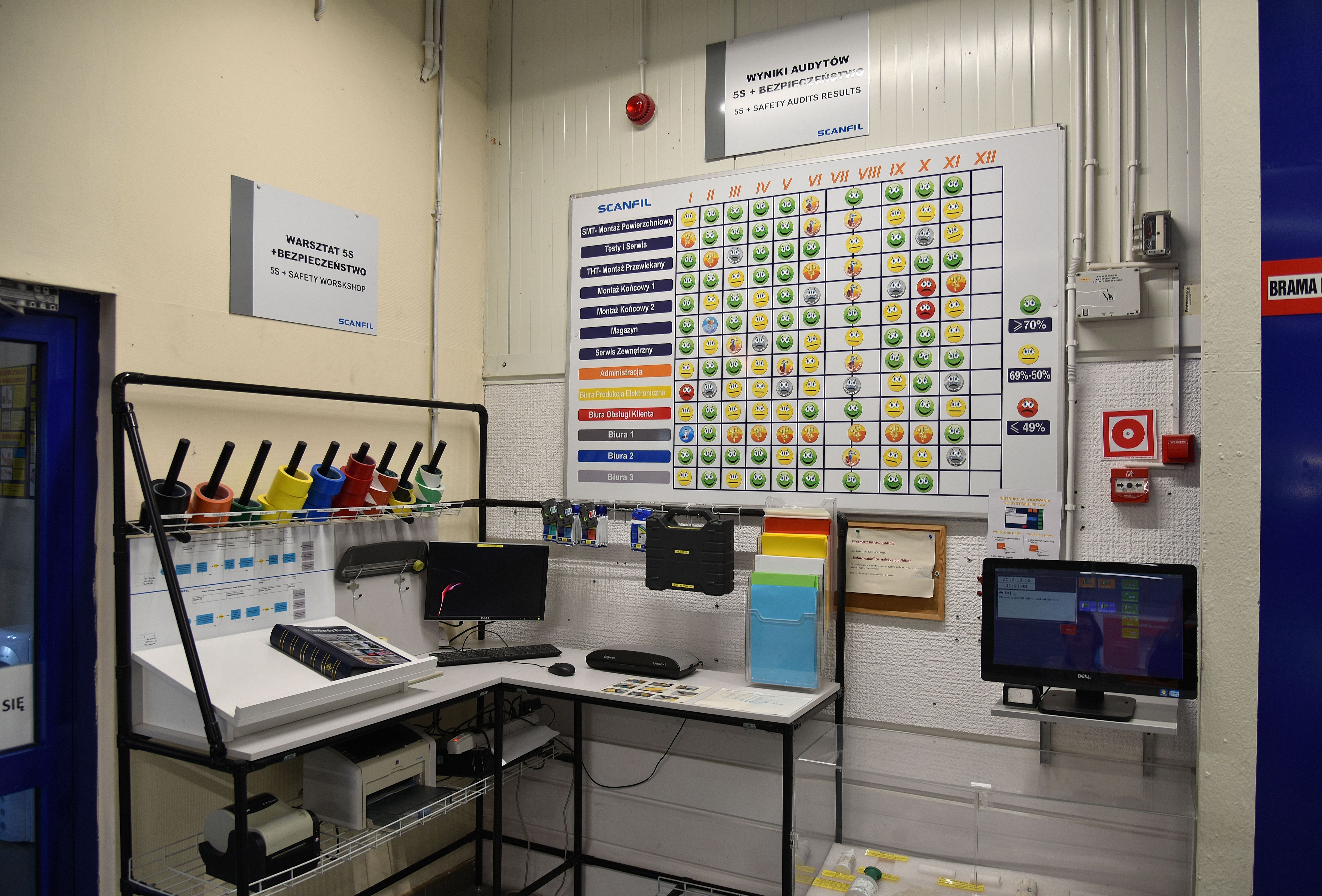
Kącik z zasobami potrzebnymi do utrzymania 5S, widoczna m.in. wizualizacja wyników audytów 5S oraz BHP w różnych obszarach przedsiębiorstwa

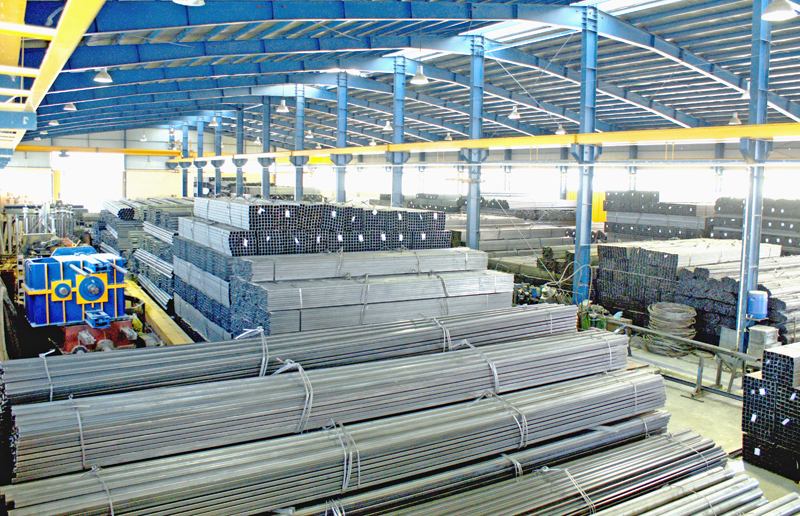
Nadmierne zapasy są jednym z siedmiu pierwotnych rodzajów marnotrawstwa

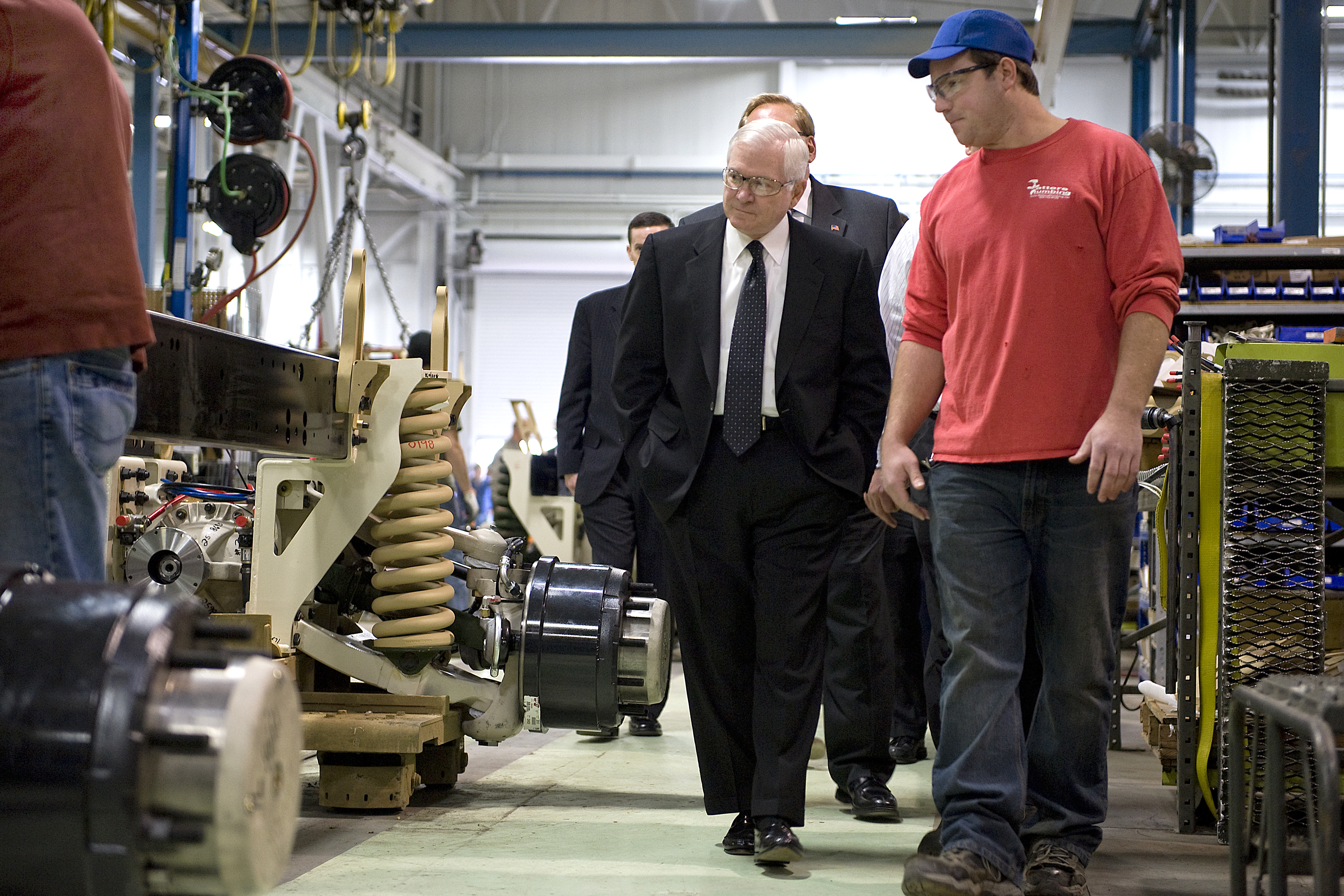
Jedną z najważniejszych barier we wdrożeniu i utrzymaniu lean jest brak wsparcia i zaangażowania się przez członków najwyższego kierownictwa

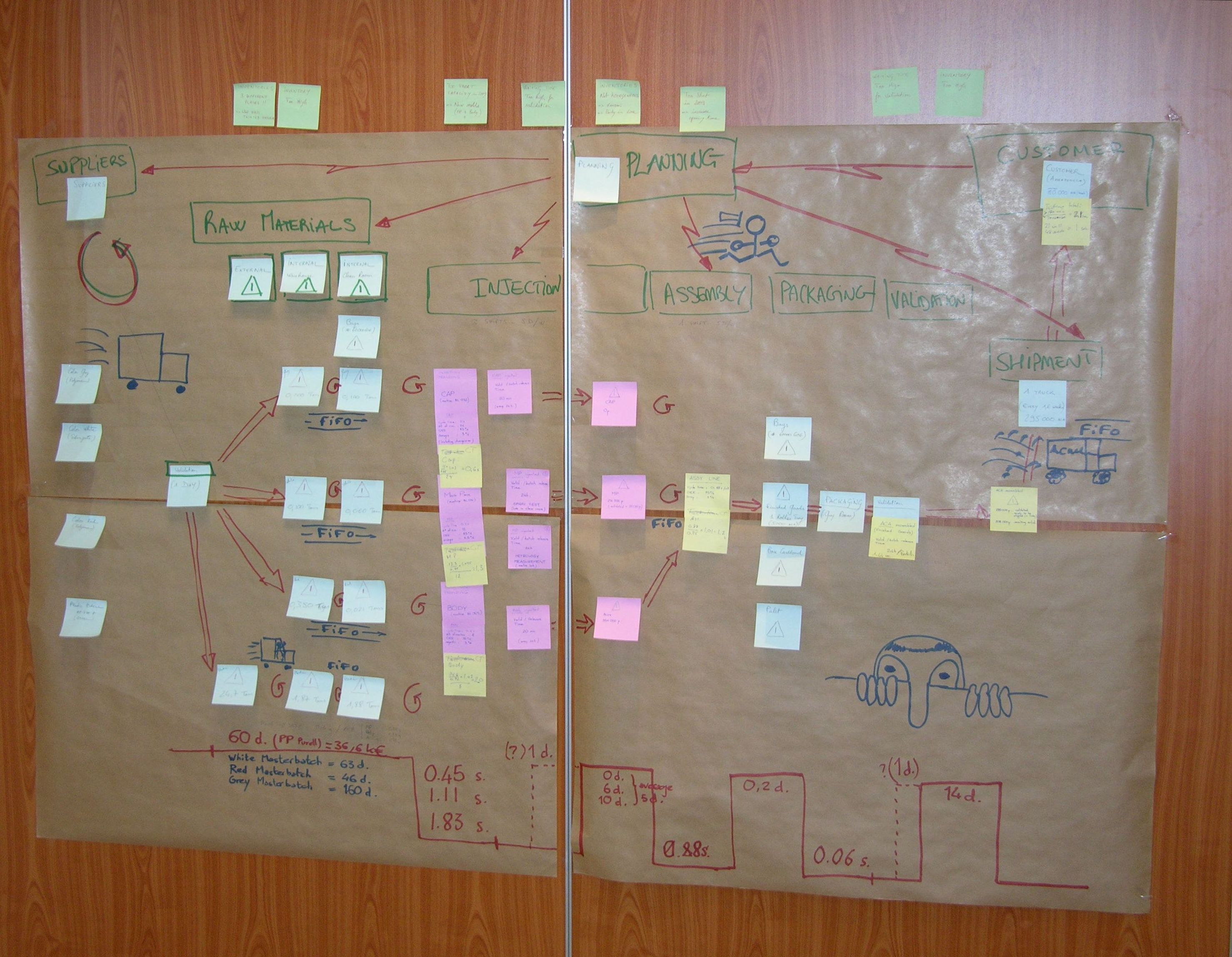
Mapa strumienia wartości

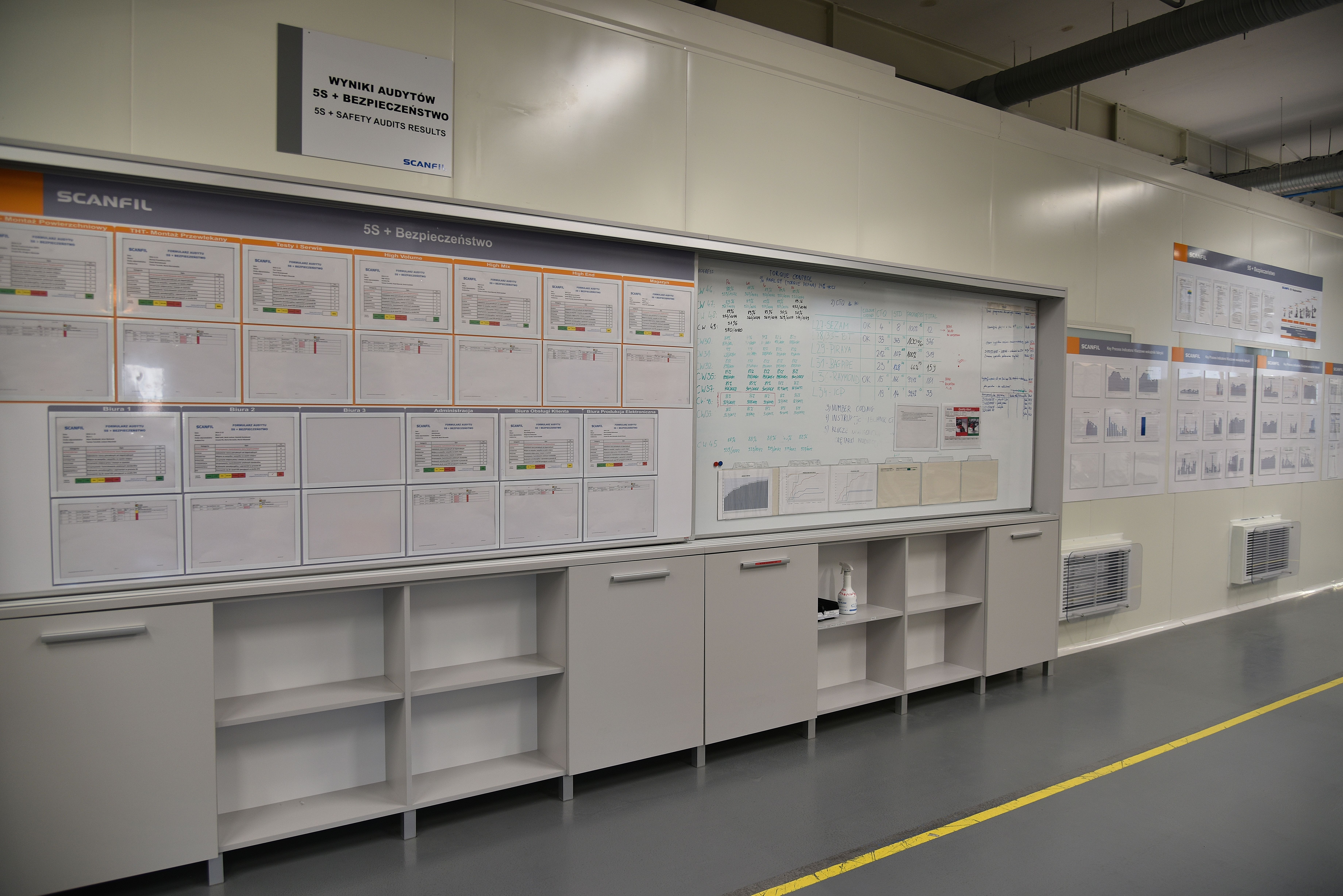
Tablice z wynikami audytów 5S

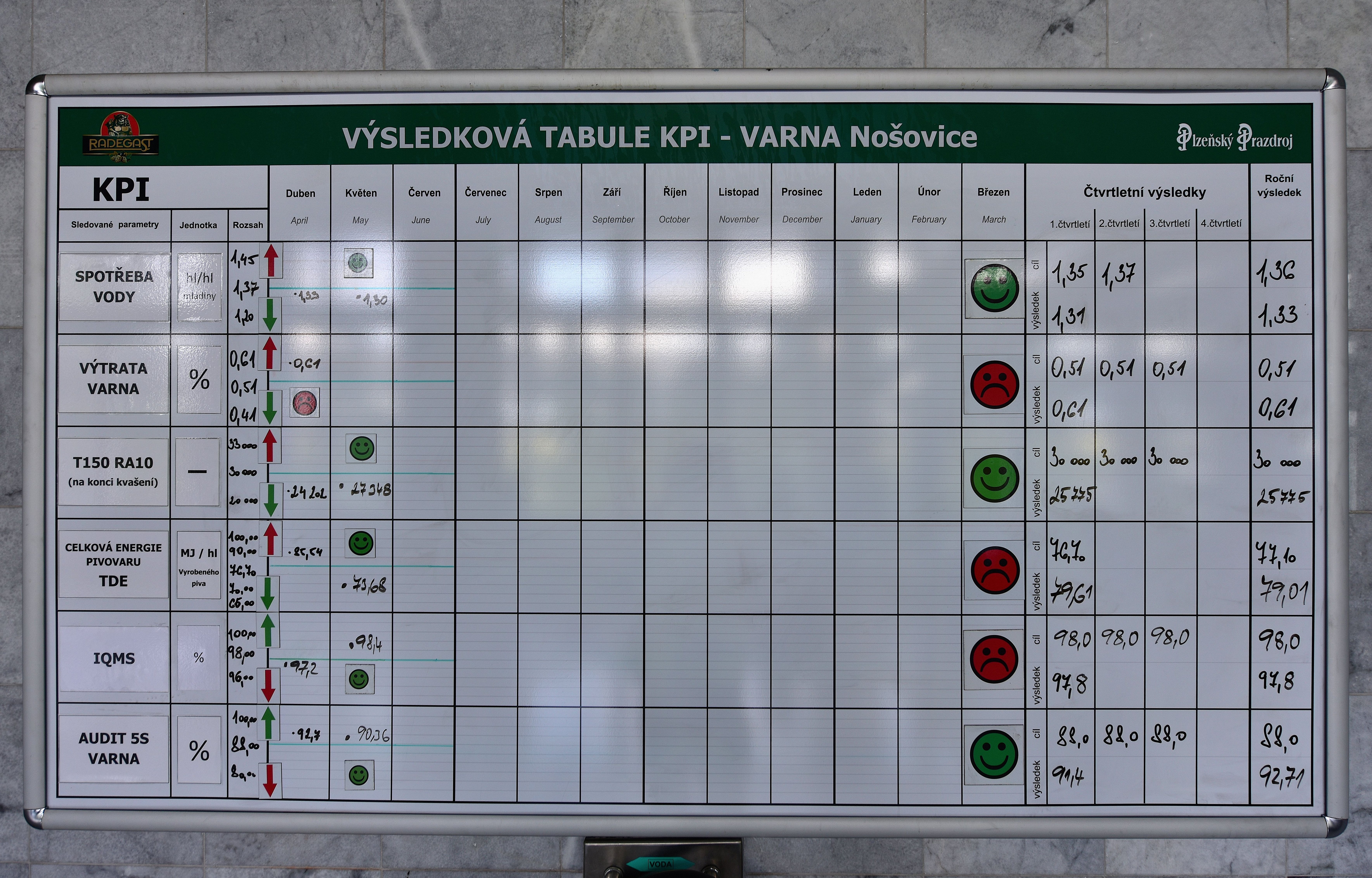
Tablica z wynikami kluczowych wskaźników efektywności (KPI)

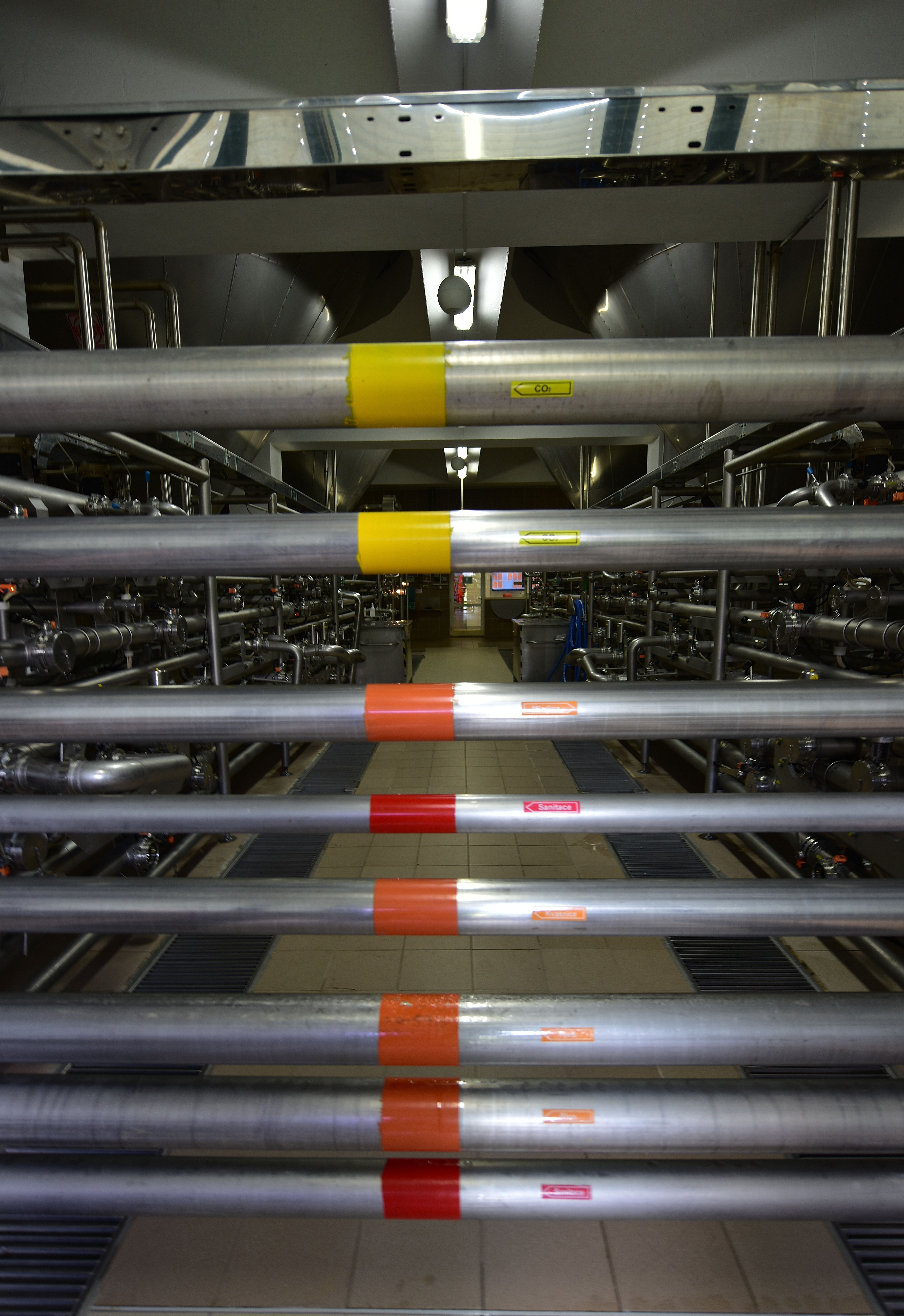
Oznaczenie rur – przykład zastosowania zarządzania wizualnego

Lean management, zwyczajowo lean (pol. szczupłe zarządzanie) – koncepcja zarządzania przedsiębiorstwem, która rozwinęła się na bazie zasad i narzędzi Systemu Produkcyjnego Toyoty (TPS).

## Historia
Koncepcja lean management rozwinęła się na podstawie technik i rozwiązań organizacyjnych zastosowanych po raz pierwszy po II wojnie światowej w sektorze motoryzacyjnym w Japonii. Pionierem nowego podejścia do wytwarzania, opartego na elastyczności, wysokiej jakości, eliminowaniu marnotrawstwa i ciągłym doskonaleniu, była spółka Toyota Motor Company. W literaturze anglojęzycznej jest on określany jako System Produkcyjny Toyoty (Toyota Production System, TPS). Kluczową rolę w jego powstaniu i rozwijaniu odegrał Taiichi Ohno.
TPS jest uznawany za jeden z przyczyn sukcesu rynkowego Toyoty, która z niewielkiej japońskiej spółki produkcyjnej stała się globalnym koncernem i jednym z największych producentów samochodów na świecie.
W latach 60. i 70. rozwiązania opracowane przez Toyotę zaczęły być kopiowane przez innych japońskich producentów aut takich jak Hino Motors, Daihatsu, Mazda i Nissan.
Przez lata TPS nie był zauważany poza Japonią m.in. dlatego, że przez długi czas nie był formalnie udokumentowany. Pierwszy artykuł w języku angielskim o TPS ukazał się w 1977 w czasopiśmie „International Journal of Production Research”. Autorami byli czterej menedżerowie Toyoty. W artykule porównano m.in. wydajność pracy w jednej z fabryk Toyoty z wydajnością pracy w trzech fabrykach należących do jej konkurentów zlokalizowanych w Stanach Zjednoczonych, Szwecji i Niemczech. Wydajność pracy w Toyocie okazała się być najwyższa, co zdaniem autorów było dowodem na skuteczność TPS. Duże znaczenie dla poznania zasad TPS miało uruchomienie w 1984 fabryki NUMMI we Freemont w stanie Kalifornia będącej joint venture Toyoty i koncernu General Motors.
Autorem pojęcia „szczupła produkcja” (lean production) był John Krafcik. Użył on tego określenia w artykule dotyczącym badania International Motor Vehicle Program (IMVP), opublikowanym w 1988 w „Sloan Management Review”, dla skontrastowania systemu produkcyjnego stosowanego przez Toyotę z tradycyjnym systemem produkcji masowej, charakteryzującym się obecnością buforów w procesach oraz wysokim poziomem zapasów.
Bardzo ważnym wydarzeniem dla popularyzacji szczupłego zarządzania było opublikowanie w 1990 przez grupę badaczy związanych z Massachusetts Institute of Technology (MIT) Jamesa Womacka, Daniela Jonesa i Daniela Roosa książki The Machine That Changed the World (Maszyna, która zmieniła świat). Przedstawili w niej wyniki drugiego etapu programu badawczego IMVP realizowanego w latach 1985–1989 w sektorze motoryzacyjnym. Jego celem było wyjaśnienie różnic w poziomie produktywności i jakości pomiędzy japońskimi producentami aut, a ich konkurentami ze Stanów Zjednoczonych i Europy. Badanie zostało zrealizowane na próbie 70 zakładów produkcyjnych. Zdaniem badaczy przyczyną wyższej konkurencyjności koncernów japońskich był nowy system produkcyjny opracowany przez Toyotę (to TPS był „maszyną” w tytule książki). Dzięki rozwijanym od lat 40. XX wieku rozwiązaniom organizacyjnym Toyota produkowała wysokiej jakości auta zużywając znacznie mniej zasobów niż jej konkurenci. Dwoma filarami TPS były:
- Just in Time – system dostaw dokładnie na czas, który umożliwił zastąpienie produkcji pchanej (push) wytwarzaniem w systemie ssącym (pull), gdzie każdy proces pobierał materiał z poprzedniego procesu tylko wtedy, kiedy występowała potrzeba zastąpienia zużytego materiału. To rozwiązanie gwarantowało, że przedsiębiorstwo produkowało wyłącznie to, na co był zgłaszany popyt, i tylko w potrzebnych ilościach.
- Jidoka (ang. autonomation, pol. autonomizacja) – zaprojektowanie systemów produkcyjnych w taki sposób, który umożliwiał wykrywanie i eliminowanie błędów oraz odstępstw od przyjętych standardów.

Za Krafcikiem, badacze MIT nazwali TPS „szczupłą produkcją“ (lean production), gdyż „zużywa ona mniej wszystkiego w porównaniu z produkcją masową – połowę ludzkiego wysiłku w fabryce, połowę przestrzeni produkcyjnej, połowę inwestycji w narzędzia, połowę pracy inżynierskiej do opracowania nowego wyrobu w dwukrotnie krótszym czasie”. Uznali jednocześnie, że jej zasady mogą być stosowane także przez przedsiębiorstwa poza Japonią.
Zasady TPS/lean manufacturing wykorzystuje koncepcja World Class Manufacturing. Od lat 90. zaczęły być one wdrażane poza obszarami produkcyjnymi przedsiębiorstw oraz w podmiotach z sektorów nieprodukcyjnych.

## Nazewnictwo
Lean management pierwotnie był określany jako lean manufacturing (lean production), gdyż dotyczył zastosowania zasad i narzędzi Systemu Produkcyjnego Toyoty w przemyśle i  procesach produkcyjnych. Po spopularyzowaniu tej koncepcji w innych sektorach słowo „manufacturing“ zaczęło być pomijane, i zamiast niego często używana jest nazwa skrócona − lean. Dla podkreślenia stosowania tej koncepcji w połączeniu z metodą six sigma stosowane są nazwy lean six sigma i lean sigma. Połączenie lean z podejściem agile manufacturing (stosowane najczęściej w kontekście zarządzania łańcuchem dostaw) określane jest z kolei jako leagile.
W literaturze spotyka się także dwa inne pojęcia związane z lean:
- lean enterprise („szczupłe przedsiębiorstwo”) – nazwa stosowana dla podkreślenia wdrożenia przez organizację szczupłego zarządzania w całym łańcuchu wartości[26],
- lean thinking – synonim pięciu zasad szczupłego zarządzania Jamesa Womacka i Daniela Jonesa[27].

Wdrażanie zasad szczupłego zarządzania poza przemysłem również znalazło odzwierciedlenie w stosowanym nazewnictwie. Były to m.in.:
- sektory usługowe (lean service), m.in. bankowość i usługi finansowe, hotele, restauracje oraz przewozy lotnicze[28],
- ochrona zdrowia (lean healthcare)[28],
- logistyka (lean logistics) i łańcuchy dostaw (lean supply chain)[29][30],
- budownictwo (lean construction)[31],
- informatyka (lean IT)[32], w szczególności produkcja oprogramowania (lean software development)[33],
- szkolnictwo wyższe (lean higher education)[28][34],
- sektor publiczny (lean government)[35][36].

Dotyczyło to także zastosowania zasad szczupłego zarządzania w niektórych obszarach funkcjonalnych przedsiębiorstwa, takich jak rachunkowość (lean accounting), rozwój nowych produktów (lean product development) i bezpieczeństwo i higiena pracy (lean safety).
Pojawiły się także nowe kierunki wykorzystania tej koncepcji, takie jak ograniczenie negatywnego oddziaływania organizacji oraz jej produktów i usług na środowisko (lean and green).

## Zasady szczupłego zarządzania
Lean management to koncepcja zarządzania mająca eliminować marnotrawstwo ze wszystkich procesów przy jednoczesnym maksymalizowaniu wartości dla klientów.
Opierając się na wcześniejszych badaniach dotyczących Systemu Produkcyjnego Toyoty, w wydanej w 1996 książce Lean Thinking James Womack i Daniel Jones przedstawili pięć zasad, zgodnie z którymi powinna działać „szczupła” organizacja:
- Określenie wartości dla klienta (ang. specify value). Określenie, co klient postrzega jako wartość w produkcie lub usłudze, ma kluczowe znaczenie w tym modelu zarządzania, gdyż pozwala eliminować czynności, które nie zwiększają wartości (marnotrawstwo). Wartością dla klientów są m.in. jakość, funkcjonalność, cena, wygląd, dostępność w danym miejscu i czasie, usługi dodatkowe i terminowość dostarczenia.
- Zidentyfikowanie strumienia wartości i wszystkich czynności w strumieniu wartości (ang. identify the value stream). Wytworzenie oraz dostarczenie klientowi produktu lub usługi wymaga wykonania wielu powiązanych ze sobą czynności. W terminologii lean określane są one jako strumień wartości (ang. value stream). Obejmuje on zarówno przetwarzanie materiałów, jak i informacji. Przyjęcie perspektywy strumienia wartości oznacza konieczność poddania analizie wszystkich czynności w strumieniu od momentu złożenia zamówienia aż do dostarczenia produktu (usługi) końcowemu klientowi. Działania, które nie zwiększają wartości, muszą zostać wyeliminowane.
- Ciągły przepływ (ang. flow). Kolejną zasadą jest zapewnienie w „wyszczuplonych” w poprzednim kroku operacjach tzw. ciągłego przepływu. Polega on na wytwarzaniu produktu (świadczeniu usługi) w sposób jak najbardziej płynny, umożliwiający szybkie przechodzenie pojedynczego produktu, partii produktów lub usługi przez poszczególne etapy ich wytwarzania bez zakłóceń, przerw i przestojów.
- System ssący (ang. pull). Produkty i usługi powinny być dostarczane klientowi zgodnie z jego zapotrzebowaniem tj. dokładnie wtedy, kiedy są one potrzebne, dokładnie w takiej ilości, w jakiej są potrzebne, bez tworzenia zapasów i buforów. Tempo wytwarzania musi być dostosowane do rzeczywistego popytu. Zgłoszenie zapotrzebowania („zassanie”) przez klienta powoduje uruchomienie kolejnych etapów produkcji, przy czym każdy jest uruchamiany przez sygnał płynący z procesu poprzedzającego. Jest to przeciwieństwo typowej dla tradycyjnego modelu produkcji systemu push (produkcji „pchanej”), który polega na wytwarzaniu bez zamówień klienta (najczęściej na podstawie prognozowanego popytu).
- Dążenie do doskonałości (ang. perfection). Ostatnią zasadą i warunkiem utrzymania wprowadzonych usprawnień jest ciągłe doskonalenie (ang. continuous improvement, jap. kaizen) wszystkich procesów w organizacji.

Zasady przedstawione przez Womacka i Jonesa wpłynęły pozytywnie na rozwój koncepcji lean manangement, przyspieszając proces jej upowszechniania poza sektorami produkcyjnymi.

## Typy marnotrawstwa
Ważnymi celami TPS były redukcja kosztów oraz poprawa wydajności pracy. Środkiem do osiągnięcia tych celów było eliminowanie marnotrawstwa(mudy), czyli wszystkich czynności, których wykonywanie zużywało zasoby nie dodając wartości.
W swojej książce Toyota Production System: Beyond Large-Scale Production Taiichi Ohno wskazał siedem rodzajów mudy. Są to:
- nadprodukcja – wytwarzanie w oderwaniu od popytu (z wyprzedzeniem, tj. bez zamówienia klienta lub zapotrzebowania zgłaszanego przez kolejny proces, lub w większej ilości, niż jest to potrzebne)
- zbędny ruch – nadmierny ruch lub zbędny wysiłek fizyczny wykonywany przez pracownika, będący zwykle wynikiem niewłaściwej organizacji pracy i brakiem standardów
- oczekiwanie – długie okresy bezczynności ludzi, maszyn lub materiałów w procesie dodawania wartości
- zbędny transport – niepotrzebne przemieszczanie surowców i wyrobów gotowych
- nadmierne zapasy – większa niż niezbędne minimum ilość surowców, półproduktów, pracy w toku i wyrobów gotowych
- wady – wadliwe produkty lub niewłaściwe wykonanie usługi
- nadmierne przetwarzanie – każda czynność, która nie jest niezbędna do wytworzenia produktu o wymaganych przez klienta parametrach i poziomie jakości, a także wykorzystanie zbyt zaawansowanych w stosunku do potrzeb narzędzi i technologii

Rodzaje mudy opisane przez Ohno dotyczyły działalności produkcyjnej, jednak wraz z rozwojem koncepcji szczupłego zarządzania znalazła także zastosowanie w sektorach usługowych. Klasyczna lista siedmiu marnotrawstw zaczęła być również uzupełniana o kolejny rodzaj mudy − niewykorzystany potencjał pracowników.
Nauczenie wszystkich członków organizacji rozpoznawania i eliminowania marnotrawstwa jest kluczowym elementem koncepcji lean.

## Korzyści
Wdrożenie szczupłego zarządzania wzmacnia konkurencyjność organizacji. Do najważniejszych korzyści z wdrożenia lean należą:
- ograniczenie kosztów działalności[51],
- zwiększenie elastyczności oraz szybkości w dostosowywaniu się do zmian w popycie i wymaganiach klientów[52],
- zwiększenie produktywności (uzyskanie wyższych wyników z takiej samej lub mniejszej ilości nakładów)[53][54],
- poprawa jakości wytwarzanych produktów i świadczonych usług[51],
- zmniejszenie zapasów i poprawa wskaźnika obrotu zapasami[55][56],
- skrócenie czasu realizacji zamówień klientów (ang. lead time)[57],
- skrócenie czasu opracowywania i wprowadzenia na rynek nowych produktów i usług[38],
- poprawa cash flow[58],
- uczenie się i zdobywanie przez pracowników nowych umiejętności[51],
- poprawa bezpieczeństwa i higieny pracy oraz zmniejszenie liczby wypadków przy pracy[59][60],
- ograniczenie negatywnego wpływu przedsiębiorstwa na środowisko[61].

## Bariery
Wdrożenie i utrzymanie szczupłego zarządzania napotyka na wiele barier które powodują, że transformacja lean często kończy się niepowodzeniem lub nie przynosi spodziewanych korzyści. Do najważniejszych z nich należą:
- brak zaangażowania i wsparcia przez członków najwyższego kierownictwa[63][64],
- traktowanie szczupłego zarządzania jako zestawu narzędzi, a nie trwałej zmiany kultury organizacyjnej[65][66],
- brak powiązania lean z celami strategicznymi przedsiębiorstwa[67][68],
- opór pracowników wynikający m.in. z braku wiedzy na temat lean, obaw przed zmianami, braku zaufania do najwyższego kierownictwa oraz ich negatywnych doświadczeń z podobnych inicjatyw realizowanych w przeszłości[69][70],
- brak standardu skutecznego wdrożenia lean[71][72],
- różnice kulturowe[73].

## Narzędzia i technikilean management
- VSM (ang. Value Stream Mapping, pol. mapowanie strumienia wartości) – narzędzie, którego celem jest mapowanie przepływu materiałów i informacji w procesie produkcji i dostarczenia klientowi danego produktu lub grupy produktów.
- 5S – narzędzie pozwalające na stworzenie dobrze zorganizowanego i uporządkowanego miejsca pracy[74].
- TPM (ang. Total Productive Maintenance, pol. całkowite produktywne utrzymanie ruchu) – jego celem jest zapewnienie pełnej sprawności technicznej, a tym samym maksymalnej dostępności maszyn i urządzeń.
- SMED (ang. Single Minutes Exchange of Die) – narzędzie, którego celem jest maksymalne skrócenie (w dosłownym tłumaczeniu – do „jednocyfrowej liczby minut”) przezbrojeń maszyn oraz linii produkcyjnych, co pozwala m.in. zmniejszyć wielkość partii produkcyjnych, wielkość buforów i zapasów, optymalizować wykorzystywanie posiadanych maszyn oraz szybko dostosowywać wielkość i asortyment produkcji do zmieniającego się popytu.
- Six Sigma – metodyka służąca poprawie jakości i ograniczeniu kosztów przy pomocy narzędzi statystycznych (przede wszystkim poprzez ograniczenie zmienności w procesach).
- Kanban – rodzaj sygnału (najczęściej w postaci karty, tabliczki lub informacji elektronicznej), który przekazuje upoważnienie lub instrukcje dla procesu poprzedzającego do rozpoczęcia wytwarzania lub przemieszczenia wyrobów w procesie produkcyjnym. Jest podstawowym narzędziem wykorzystywanym dla stworzenia i utrzymania systemu ssącego[75].
- Autonomizacja (jidoka)
- Hoshin kanri – kaskadowanie celów strategicznych na niższe poziomy organizacji przy pomocy planu, w którym zawarte są mierzalne cele, działania, terminy oraz mierniki.
- Zarządzanie wizualne (ang. visual management) – prezentowanie w przejrzysty i czytelny sposób informacji dotyczących procesów, dzięki czemu m.in. praca jest łatwiejsza, pracownicy popełniają mniej błędów, a problemy i sytuacje niestandardowe są od razu widoczne (co pozwala na szybkie podjęcie działań korygujących).
- Kluczowe wskaźniki efektywności – finansowe i niefinansowe wskaźniki stosowane jako mierniki w procesach pomiaru stopnia realizacji celów będące m.in. podstawą do inicjowania działań ciągłego doskonalenia.
- Heijunka (ang. production levelling, pol. poziomowanie produkcji) – równoważenie wytwarzanego asortymentu produktów i ich ilości w taki sposób, aby spełnić wymagania klienta, a jednocześnie zminimalizować wielkość zapasów.
- Praca standaryzowana (ang. standardized work) – opracowanie i wdrożenie procedur opisujących najprostszy i najbardziej efektywny sposób wykonywania danej czynności. Standardy pomagają również utrzymać wprowadzone usprawnienia.
- Program sugestii pracowniczych (ang. employee suggestion program, suggestion system, jap. kaizen teian) – formalny program, za pomocą którego pracownicy mogą zgłaszać propozycje usprawnienia swego miejsca pracy, a także innych obszarów i procesów w organizacji[76][77].
- Cellular manufacturing – wytwarzanie w tzw. gniazdach produkcyjnych.
- Poka-yoke (ang. mistake-proofing, error-proofing, pol. zapobieganie błędom) – rozwiązania techniczne pozwalające na uniknięcie błędów i pomyłek.
- Tablica kamishibai (ang. kamishibai board) – narzędzie zarządzania wizualnego służące do przeprowadzania audytów i wspierające procesy ciągłego doskonalenia[78].
- Diagram spaghetti – diagram pozwalający m.in. na wychwycenie i wyeliminowanie zbędnego ruchu osób i produktów w procesach pracy.
- Design for Manufacture and Assembly (DFMA) – podejście zaliczane do zasad tzw. szczupłego projektowania (Lean Design) polegające na zaprojektowaniu nowego produktu w taki sposób, aby był on tani i łatwy w produkcji.
- Techniki rozwiązywania problemów, m.in. metoda 5x dlaczego i diagram Ishikawy.